# Stazione di Sologno
La stazione di Sologno  era una fermata ferroviaria situata nell'omonima frazione del comune di Caltignaga.

## Storia
La fermata venne attivata nel 1864, con l'attivazione del tronco Novara-Gozzano, in attesa di un suo prolungamento verso Domodossola.
Nel 2003 la fermata venne soppressa insieme a Corconio-Ameno.

## Strutture e impianti
La gestione degli impianti era affidata a Rete Ferroviaria Italiana.
La fermata disponeva del solo binario di corsa della linea, servito da un'apposita banchina non coperta.
Dietro alla banchina, ad un'altezza lievemente inferiore era presente il fabbricato viaggiatori, a pianta rettangolare, sviluppato su due piani. Lo stabile versa al 2019 in stato di abbandono e presenta quasi tutte le porte e le finestre murate. Accanto ad esso è situato un piccolo fabbricato che fungeva da locale di manovra per il passaggio a livello, prima della sua automazione, oltre che una pensilina in cemento armato per l'attesa.

## Movimento
Il servizio viaggiatori era effettuato da Trenitalia nell'ambito del contratto di servizio stipulato con la Regione Piemonte. Data la scarsa affluenza di viaggiatori allora registrata e alla distanza dal centro abitato, la fermata venne dismessa dal 2003.